# Charles Achard de Bonvouloir
Pour les articles homonymes, voir Achard.
Charles Achard de Bonvouloir (4 décembre 1781, Le Dézert (Manche) - 14 décembre 1870, château de Chancé (Romagny)), est un homme politique français.

## Biographie
Fils du comte Luc René Charles Achard de Bonvouloir, il partagea, sous le premier Empire, la retraite de son père et ne fut mêlé aux affaires publiques qu'après le second retour de Louis XVIII.
Conseiller général de la Manche de 1816 à 1830, il fut élu député du collège départemental de la Manche le 24 novembre 1827. Il siégea à droite, et fut de ceux qui votèrent en 1830 contre l'adresse qui prépara la Révolution de Juillet.
De ce jour, il ne put obtenir le renouvellement de son mandat, bien qu'il se fût représenté aux élections de 1839, et, dans l'arrondissement de Mortain, le 12 décembre 1840.